# De Vuurwerkramp
De Vuurwerkramp is een vierdelige, fictieve en met feiten gemengde, Nederlandse dramaserie over de vuurwerkramp in Enschede op 13 mei 2000. De serie werd van 2 tot en met 23 mei 2025 wekelijks uitgezonden op NPO 1 en is een coproductie van de Evangelische Omroep (EO) en NL Film.
Gemiddeld keken er 1.200.500 mensen naar de serie.

## Rolverdeling

### Hoofdrollen
De vier hoofdrollen zijn als volgt:
| Acteur              | Rol              | Rolomschrijving                            |
| ------------------- | ---------------- | ------------------------------------------ |
| Joes Brauers        | Paul Brauckmann  | Wijkagent in Roombeek                      |
| Katrien van Beurden | Ryanne Visser    | Directrice van vuurwerkopslag BL Fireworks |
| Thomas Acda         | Maurice Hoekstra | Rechercheur                                |
| Peter Blok          | Jan Hendriks     | Burgemeester van Enschede tijdens de ramp  |

### Bijrollen
| Acteur                 | Rol            | Rolomschrijving                    |
| ---------------------- | -------------- | ---------------------------------- |
| Damine el Ajjouri      | Danny Dam      | Zoon van Cindy                     |
| Evrim Akyigit          | Sacha          |                                    |
| Dennis Alink           | Rechercheur    |                                    |
| Josephine Arendsen     | Marly          | Nieuwe bewoner studentenhuis Dunya |
| Stef Assen             | Brandweerman   |                                    |
| Fokke Baarssen         | Bert           |                                    |
| Elisa Beuger           | José Veldema   | Vrouw van Theo, moeder van Sunny   |
| Jacqueline Blom        | Rechter        |                                    |
| Ian Bok                | Walter Top     |                                    |
| Kyra Bououargane       | Noor           | Vrouw van Hicham, moeder van Amir  |
| Bram Coopmans          | Marc           | Man van Ryanne                     |
| Margo Dames            | Gertie         |                                    |
| Jeroen Debie           | Luuk           |                                    |
| Mikky Dijkstra         | Dunya Groot    | Studente                           |
| Bert Geurkink          | Harry          | Hoofd brandweer                    |
| Aus Greidanus jr.      | Klaas de Jong  | Minister                           |
| Liesbeth Groenwold     | Coby           | Moeder van Marly                   |
| Jochum ten Haaf        | Theo Veldema   | Man van José, vader van Sunny      |
| Evelien Harberink      | Vrouw aangifte | onvermeld                          |
| Indi-Eva Heijberg      | Sunny Veldema  | Dochter van Theo en José           |
| Anwar Kichouch         | Amir           | Zoon van Hicham en Noor            |
| Sadettin Kirmiziyüz    | Arda Özemir    | Rechercheur                        |
| Ad Knippels            | Assistent      |                                    |
| Joost Koning           | Jonge man      |                                    |
| Mark Kraan             | Wouter Koster  |                                    |
| Britte Lagcher         | Janine Moes    | Medewerker van "interne zaken"     |
| Fahd Larhzaoui         | Hicham         | Vrouw van Noor, vader van Amir     |
| Rosa van Leeuwen       | Kimmie         |                                    |
| Victor Löw             | Bart Lammers   | Grondeigenaar van de loods         |
| Sandra Mattie          | Ghislaine      |                                    |
| Marike Mingelen        | Iris           | Wethouder                          |
| Jeroen Ottink          | Jeroen         | onvermeld                          |
| Manouk Pluis           | Jonge vrouw    |                                    |
| Lasse Rogie            | Chris          | Student, huisgenoot van Dunya      |
| Liza Macedo dos Santos | Cindy Dam      | Bekende van Paul, moeder van Danny |
| Tijmen Spit            | Arend          |                                    |
| Wietse Stuiver         | Agent          |                                    |
| Dimme Treurniet        | Karel Richters | Klusjesman                         |
| Ine van Wanningen      | Rietje         |                                    |
| Allard Warnas          | Journalist     | onvermeld                          |
| Rick van Werd          | Jaap           |                                    |

## Afleveringen
| Nr. | Titel              | Uitzenddatum | Kijkcijfers |
| --- | ------------------ | ------------ | ----------- |
| 1   | De ramp            | 2 mei 2025   | 1.594.000   |
| 2   | Als het stof daalt | 9 mei 2025   | 1.114.000   |
| 3   | De naschok         | 16 mei 2025  | 1.026.000   |
| 4   | Door een hel       | 23 mei 2025  | 1.068.000   |